# Пальник-Шор (приток Перныйю)
Пальник-Шор — река в России, течет по территории Ижемского района Республики Коми. Вытекает из северной оконечности болота Лапъюганюр. Устье реки находится в 0,3 км по правому берегу реки Перныйю. Длина реки составляет 13 км.

## Данные водного реестра
По данным государственного водного реестра России относится к Двинско-Печорскому бассейновому округу, водохозяйственный участок реки — Печора от впадения реки Уса до водомерного поста Усть-Цильма, речной подбассейн реки — Печора ниже впадения Усы. Речной бассейн реки — Печора.
Код объекта в государственном водном реестре — 03050300112103000075380.